# 施塔特奥尔登多夫
施塔特奥尔登多夫是德国下萨克森州的一个市镇。总面积24.86平方公里，总人口5457人，其中男性2596人，女性2861人（2011年12月31日），人口密度220人/平方公里。

## 友好城市
- 法國 拉蒙塔涅